# Athis (België)
Athis is een dorp in de Belgische provincie Henegouwen en een deelgemeente van de Waalse gemeente Honnelles.
Athis ligt in het oosten van de gemeente. Minder dan een kilometer ten zuiden van het dorpscentrum ligt het dorpscentrum van Fayt-le-Franc en een kilometer ten zuidoosten het dorpscentrum van Erquennes. Door lintbebouwing zijn deze drie dorpen tegenwoordig met elkaar verbonden.

## Geschiedenis
Athis was een zelfstandige gemeente tot de gemeentelijke fusies van 1977, toen het met nog negen andere gemeenten een deelgemeente werd van de nieuwe fusiegemeente Honnelles.

## Bezienswaardigheden
- De Église Saint-Ursmer, waarvan de romaanse toren teruggaat tot de 13de eeuw

## Demografische ontwikkeling
- Bron: NIS; Opm:1831 t/m 1970=volkstellingen; 1976=inwoneraantal op 31 december

## Verkeer en vervoer
Door Athis loopt van noord naar zuid de N549 (Route de Bavay / Rue du Rat d'Eau) van Dour naar Bavay in Frankrijk.